# Callimachus rancureli
Callimachus rancureli е вид главоного от семейство Onychoteuthidae.

## Разпространение и местообитание
Видът е разпространен на изток в Индийския океан.
Среща се на дълбочина от 246 до 1134 m, при температура на водата от 2,2 до 12,6 °C и соленост 34,5 – 35,2 ‰.